# Alfons Oscar Saligny
Alfons Oscar Saligny (n. 3 aprilie 1853, Focșani – d. 4 mai 1903, București) a fost un chimist român, membru corespondent al Academiei Române (1902), fratele lui Anghel Saligny și al Sofiei Saligny, respectiv fiul lui Alfred Saligny.

## Viața
După Unirea Principatelor, li s-a cerut străinilor stabiliți în România să declare dacă vor să devină cetățeni români. Pentru că Alfred Saligny a cerut cetățenia română, copiii săi au fost de la început cetățeni români.
Studiile primare le face în familiile și în pensionul de copii, deschis de tatăl său în orașul Focșani, după care urmează gimnaziul din Focșani. Studiile secundare au fost urmate de frații Alfons și Anghel, împreună cu sora lor Sofia, la Potsdam, în Prusia. După studiile secundare, Alfons Saligny urmează studii de chimie la Berlin, cu renumitul profesor Hofmann, și obține titlul de doctor în chimie în baza unei teme de chimie organică. Se întoarce în țară, în anul 1875, și ocupă postul de chimist la laboratorul Eforiei, de la Spitalul Colțea, și pe cel de profesor de mineralogie la Școala de Poduri și Șosele.
La 17 aprilie 1889, prin Decretul nr. 1346, Alfons Saligny este numit profesor la catedra de chimie generală și aplicată a Școlii de Poduri și Șosele, pe care o va conduce până la sfârșitul vieții sale, în anul 1903. Între 1879 și 1899, Alfons Saligny deține, în paralel, funcția de șef al laboratorului Monetăriei Statului, iar între 1899 și 1903 pe cea de sub-șef de serviciu la Căile Ferate Române.
Alfons Saligny a înființat în București primul laborator de încercări pe materialele de construcții din România, a cărui experiență și competență au fost folosite de fratele său, Anghel Saligny, pentru a da girul calității și rezistenței materialelor de construcții și structurilor metalice folosite la ridicarea podului Carol I peste Dunăre și a viaductelor care traversează Lunca Dunării.